# Zavrženo ime
Zavrženo ime (angl. deadname) je osebno ime, ki ga oseba, ki je spremenila ime, po spremembi imena ne uporablja več. Izraz je značilen za transspolne skupnosti in navadno označuje ime, ki ga je transspolna oseba dobila ob rojstvu in ga uporabljala pred tranzicijo. Nekateri zavrženo ime imenujejo tudi staro ime, prejšnje ime ali rojstno ime.
Izraz, v izvirni angleščini deadname (v dobesednem prevodu mrtvo ime), so leta 2010 popularizirali transspolni aktivisti kot izraz, ki se nanaša na prejšnje ime osebe. Slovar Oxford English Dictionary navaja uporabo izraza deadname na omrežju Twitter v letu 2010, kot glagol, tj. deadnaming, pa v letu 2013. Izraz ima v splošnem negativno konotacijo in implicira, da je naslavljanje transspolne osebe z njenim zavrženim imenom nesprejemljivo. 
Novinarski slogovni priročniki, priročniki za zdravstvene delavce in zagovorniške LGBT+ skupine svetujejo upoštevanje izbranega imena in zaimkov transspolnih oseb, tudi ko se nanašajo nanje v preteklosti, pred tranzicijo.
Imenovanje transspolne osebe z njenim zavrženim imenom se imenuje zavrženo imenovanje (angl. deadnaming) ali uporaba zavrženega imena in je oblika transfobne diskriminacije. Tako kot pripisovanje napačnega spola (angl. misgendering) je lahko zavržno imenovanje oblika odkritega napada ali mikroagresije, ki implicira, da tarča ni v celoti sprejeta kot članica družbe. Transspolni aktivisti opozarjajo, da je uporaba zavrženih imen transspolnih oseb v novicah kršitev zasebnosti in prispeva k transfobiji.

## Zavrženo imenovanje
Zavrženo imenovanje se nanaša na imenovanje transspolne osebe z njenim zavrženim imenom namesto njenega izbranega imena. Zavržno imenovanje je lahko nenamerno ali pa nameren poskus zanikanja, zasmehovanja ali razveljavitve spolne identitete osebe. Zavržno imenovanje lahko nehote izvedejo tudi osebe, ki sicer podpirajo transspolne osebe, na primer podporni družinski člani ali prijatelji, ki se še niso navadili na uporabo novega imena transspolne osebe. Vendar pa se lahko ponavljajoča se neuporaba izbranega imena šteje za nespoštljivo.
Nekatere platforme družabnih medijev so uvedle politike za preprečevanje zavržnega imenovanja, kot sta na primer standardizacija uporabe izbranih imen namesto uradnih imen na osebnih profilih ali uradna prepoved zavržnega imenovanja v svojih kodeksih obnašanja.
Nekaterim transspolnim osebam je kljub temu, da v določenih okoljih uporabljajo izbrano ime, v določenih situacijah ljubše, če se jih naslavlja z njihovim zavrženim imenom. Na primer, če niso razkrite pred starši ali drugimi člani družine, lahko prosijo, da se jih kliče po zavrženem imenu, da se jim ni treba razkriti in izpostaviti potencialno neprijetni situaciji. Ljudje se lahko odločijo za uporabo svojega zavrženega imena tudi iz varnostnih razlogov, kot je obisk ali življenje v državi ali regiji, kjer so ogroženi zaradi svoje transspolne identitete. V takem primeru morda v osebnih dokumentih iz različnih razlogov nimajo navedenega svojega izbranega imena ime in preferirajo naslavljanje z zavrženim imenom, da bi se izognili tveganim situacijam.
Na splošno velja, da je spraševanje transspolnih oseb o zavrženem imenu neprimerno, saj je zanje izrazito invazivno in lahko povzroči veliko stisko ali disforijo pri osebi, lahko pa jo tudi razkrije proti njenim željam in izpostavi neprijetni ali tvegani situaciji. Običajno bo oseba sam izrazila, ali ji ustreza, da se pozna njeno zavrženo ime ali pa uporablja v kakem okolju.

### Sprememba imena
Sprememba imena se nanaša na postopek, ko transspolna oseba v osebnih dokumentih uradno spremeni svoje ime v izbrano ime. Transspolne osebe, ki se želijo izogniti zavrženemu imenovanju po uradni spremembi imena, se lahko v procesu soočijo z upravnimi ali birokratskimi ovirami. Pisci, igralci in glasbeniki, ki so spremenili ime, lahko imajo na primer težave zaradi pojavljanja svojega zavrženega imena v bibliografskih metapodatkovnih zapisih. 
V enem izmed zadnjih primerov razkritja znane transspolne osebe je platforma Netflix v odziv na to, da se je igralec Elliot Page decembra 2020 razkril kot transspolna oseba, iz metapodatkov v napisih filmov, v katerih je igralec igral ženski lik, vključno s filmi The Tracey Fragments, Juno, Hard Candy in drugimi, odstranila Pageovo zavrženo ime. IMDb je leta 2020 spremenil metapodatke za Elliota Pagea tako, da odražajo njegovo izbrano ime, tudi v manj znanih produkcijah.
Sama zakonita sprememba imena zahteva čas, denar in trud, dostop do postopka uradne spremembe imena pa se med državami razlikuje. Sprememba povezanih podatkov, kot so nazivi, e-poštni naslov in zapisi imena v podatkovnih bazah je lahko v nekaterih institucijah (na primer v šolah) težavna. Raziskava The Trevor Project iz leta 2021 je pokazala, da je bilo med transspolnimi mladimi, ki so spremenili svoje ime, spolni označevalec ali oboje v uradnih dokumentih, vključno z rojstnimi listi in vozniškimi dovoljenji, manj poskusov samomora.